# Jermaine Gonzales
Jermaine Gonzales (* 26. November 1984 in Saint Catherine Parish) ist ein jamaikanischer Sprinter, der sich auf den 400-Meter-Lauf spezialisiert hat.

## Karriere
Mit 16 Jahren gewann Gonzales bei den Leichtathletik-Jugendweltmeisterschaften 2001 in Debrecen die Bronzemedaille im 400-Meter-Lauf. Dieselbe Platzierung erreichte er im folgenden Jahr bei den Leichtathletik-Juniorenweltmeisterschaften 2002 in Kingston.
Erste internationale Erfahrungen sammelte Gonzales bei den Olympischen Spielen 2004 in Athen, wo er allerdings mit der jamaikanischen 4-mal-400-Meter-Staffel nach dem Vorlauf disqualifiziert wurde. Bei den Commonwealth Games 2006 in Melbourne holte er mit der Staffel die Bronzemedaille und belegte auch über 400 Meter den dritten Rang. 
Nachdem es einige Jahre lang ruhig um ihn geworden war, verbesserte Gonzales beim Herculisin Monaco den jamaikanischen Rekord im 400-Meter-Lauf auf 44,40 s. Bei den Leichtathletik-Weltmeisterschaften 2011 in Daegu wurde er über diese Distanz mit 44,99 s Vierter. In der Staffel errang er zusammen mit Allodin Fothergill, Riker Hylton und Leford Green die Bronzemedaille hinter den Mannschaften aus den Vereinigten Staaten und Südafrika.